# 穆奇·貝茲
馬庫斯·林恩·貝茲（英語：Markus Lynn Betts，1992年10月7日—），通稱「穆奇」（Mookie），是美國的棒球運動員之一，曾效力於美國職棒波士頓紅襪隊，2020年被交易到洛杉磯道奇隊，並和道奇隊簽下12年3.65億美元的超大合約，守備位置為外野手。

## 生平

### 進入職棒前
出身於運動世家，不僅母親是保齡球好手，叔叔Terry Shumpert更打過14年大聯盟。除了棒球之外，受到母親的影響，同時也是保齡球選手，高中時更是籃球校隊，僅175公分的身高卻有辦法灌籃，還曾拿下MVP，無疑是高中最好的控衛，此外，更曾在保齡球比賽中創下300分比賽的殊榮，棒球方面也創下打擊率0.509、14支二壘安打、8支三壘安打，並轟出3發全壘打，更跑出31次盜壘成功，獲得Louisville Slugger全美高中棒球選手榮譽獎，由此可見他的運動天賦多麼驚人。

### 進入職棒後

#### 波士頓紅襪隊時期
2011年，於選秀會上獲得紅襪隊以第五輪第172順位指名，但因為他準備到田納西大學就讀而拒絕加盟，但紅襪隊開出了75萬美元的合約才使他放棄就讀大學，順利加盟紅襪隊，開啟職棒生涯，在小聯盟期間多半鎮守二壘，直到2014年升上大聯盟，但當時紅襪的二壘手是达斯汀·佩德罗亚，為了讓貝茲能有更多出賽空間，因此升上大聯盟後改守外野，沒想到改守外野之後，打擊和守備能力也隨之提升，2016年更首次入選明星賽，同年也拿下了銀棒獎和金手套獎。2017年更達成連2季20轟20盜紀錄，為紅襪隊史第一人，2018年，達成生涯第四次單場三響砲，也是隊史第一人，並幫助球隊拿下世界大賽冠軍，自己也拿下了美聯MVP、銀棒獎、金手套獎和美聯打擊王，是大豐收的一年。
2019年，為了避免遭到薪資仲裁而和紅襪隊簽下1年2000萬美元合約，創下在大聯盟第2次薪資仲裁的最高紀錄，而該年在右外野的守備上以守備率0.996再度拿下金手套獎，也是金手套四連霸，季後再次拒絕了紅襪隊提出的10年3億美元續約，表示將於2020賽季結束後投身自由市場。最後，他於2020年2月10日和大衛·普萊斯一起被交易到洛杉磯道奇隊，而紅襪隊則獲得外野手艾力士·韋杜戈和新秀內野手Jeter Downs以及新秀捕手Connor Wong。

#### 洛杉磯道奇隊時期
由於受到COVID-19的影響，因此美國職棒球季一直被延後，但道奇隊仍於7月22日球季開打前一天和貝茲簽下12年3.65億美元的超大合約，未來將成為道奇隊主力外野手，而該年道奇隊也拿下了世界大賽冠軍，因此貝茲也拿到了生涯第二座冠軍戒指。
2021年，道奇隊以外卡的身分晉級季後賽，並在國聯分區賽中在關鍵的第5戰單場擊出4支安打，幫助洛杉磯道奇隊終場以2:1擊敗舊金山巨人隊，成功晉級國聯冠軍賽，而貝茲也是道奇隊首位在季後賽驟死戰中單場擊出4支安打的球員。
2022年7月24日，擊出生涯第200支全壘打，終場以4:2擊敗舊金山巨人隊。
2023年3月，代表美國隊參加經典賽，最終獲得亞軍。

## 職棒生涯成績
| 年度 | 球隊       | 出賽 | 打數 | 安打 | 全壘打 | 打點 | 盜壘 | 四壞 | 三振 | 壘打數 | 雙殺打 | 打擊率 | 上壘率 | 長打率 | OPS   |
| ---- | ---------- | ---- | ---- | ---- | ------ | ---- | ---- | ---- | ---- | ------ | ------ | ------ | ------ | ------ | ----- |
| 2014 | 波士頓紅襪 | 52   | 189  | 55   | 5      | 18   | 7    | 21   | 31   | 84     | 2      | 0.291  | 0.368  | 0.444  | 0.812 |
| 2015 | 波士頓紅襪 | 145  | 597  | 174  | 18     | 77   | 21   | 46   | 82   | 286    | 2      | 0.291  | 0.341  | 0.479  | 0.820 |
| 2016 | 波士頓紅襪 | 158  | 672  | 214  | 31     | 113  | 26   | 49   | 80   | 359    | 12     | 0.318  | 0.363  | 0.534  | 0.897 |
| 2017 | 波士頓紅襪 | 153  | 628  | 166  | 24     | 102  | 26   | 77   | 79   | 288    | 9      | 0.264  | 0.344  | 0.459  | 0.803 |
| 2018 | 波士頓紅襪 | 136  | 520  | 180  | 32     | 80   | 30   | 81   | 91   | 333    | 5      | 0.346  | 0.438  | 0.640  | 1.078 |
| 2019 | 波士頓紅襪 | 150  | 597  | 176  | 29     | 80   | 16   | 97   | 101  | 313    | 11     | 0.295  | 0.391  | 0.524  | 0.915 |
| 2020 | 洛杉磯道奇 | 55   | 219  | 64   | 16     | 39   | 10   | 24   | 38   | 123    | 8      | 0.292  | 0.366  | 0.562  | 0.927 |
| 2021 | 洛杉磯道奇 | 122  | 466  | 123  | 23     | 58   | 10   | 68   | 86   | 227    | 5      | 0.264  | 0.367  | 0.487  | 0.854 |
| 2022 | 洛杉磯道奇 | 142  | 572  | 154  | 35     | 82   | 12   | 55   | 104  | 305    | 8      | 0.269  | 0.340  | 0.533  | 0.873 |
| 2023 | 洛杉磯道奇 | 152  | 584  | 179  | 39     | 107  | 14   | 96   | 107  | 338    | 5      | 0.307  | 0.408  | 0.579  | 0.987 |
| 2024 | 洛杉磯道奇 | 116  | 450  | 130  | 19     | 75   | 16   | 61   | 57   | 221    | 10     | 0.289  | 0.372  | 0.491  | 0.863 |
| 合計 | 11年       | 1381 | 5494 | 1615 | 271    | 831  | 188  | 675  | 856  | 2877   | 71     | 0.294  | 0.373  | 0.524  | 0.897 |

- 粗體字代表為該年度聯盟最高成績

## 特殊事蹟
- 2014年6月28日，大聯盟初登場面對洋基隊3打數1安打，隨後被下放至小聯盟。
- 2014年7月2日，面對小熊隊Carlos Villanueva擊出大聯盟首支全壘打。
- 2014年8月29日，面對光芒隊Chris Archer擊出生涯首支滿貫全壘打。
- 2015年5月5日，面對光芒隊生涯首度單場雙響砲。
- 2016年5月31日，面對金鶯隊達成生涯首次單場三響砲。
- 2016年9月20日，面對金鶯隊達成單季200安打，為大聯盟該季第一位達成者，也是紅襪隊史繼Johnny Pesky之後第二年輕者。
- 2018年5月2日，面對皇家隊，單場三響砲，同時是個人生涯第4次單場3轟，為隊史紀錄，另外在26歲之前就有4次三響砲為大聯盟第一人。
- 2018年7月27日，面對光芒隊擊出生涯首支再見全壘打。
- 2018年8月9日，對藍鳥隊達成完全打擊，為本季第一人、隊史第21人。
- 2018年，成為美聯史上第一人於同年獲得冠軍戒、年度MVP、金手套獎與銀棒獎。
- 2019年1月11日，在第二個仲裁年與球隊達成一份一年2000萬美金的合約（另有激勵獎金40萬美金），避免薪資仲裁，此合約也打破大聯盟薪資仲裁第2年的薪資總額紀錄。

## 外部連結
- 穆奇·貝茲在台灣棒球維基館上的頁面（繁體中文）
- 球員資訊和成績在MLB ，ESPN ，Retrosheet ，Baseball Reference ，Baseball Reference (Minors) ，Fangraphs ，The Baseball Cube （英文）
- 穆奇·貝茲的X（前Twitter）